# Synagoga Lejba Szlamowicza w Łodzi
Synagoga Lejba Szlamowicza w Łodzi – prywatny dom modlitwy znajdujący się w Łodzi przy ulicy Zgierskiej 46.
Synagoga została zbudowana w 1900 roku z inicjatywy Lejba Szlamowicza. Podczas II wojny światowej hitlerowcy zdewastowali synagogę.